# Сент-Джеймс-парк (станція метро)
51°29′58″ пн. ш. 0°08′04″ зх. д. / 51.4994° пн. ш. 0.1344° зх. д.

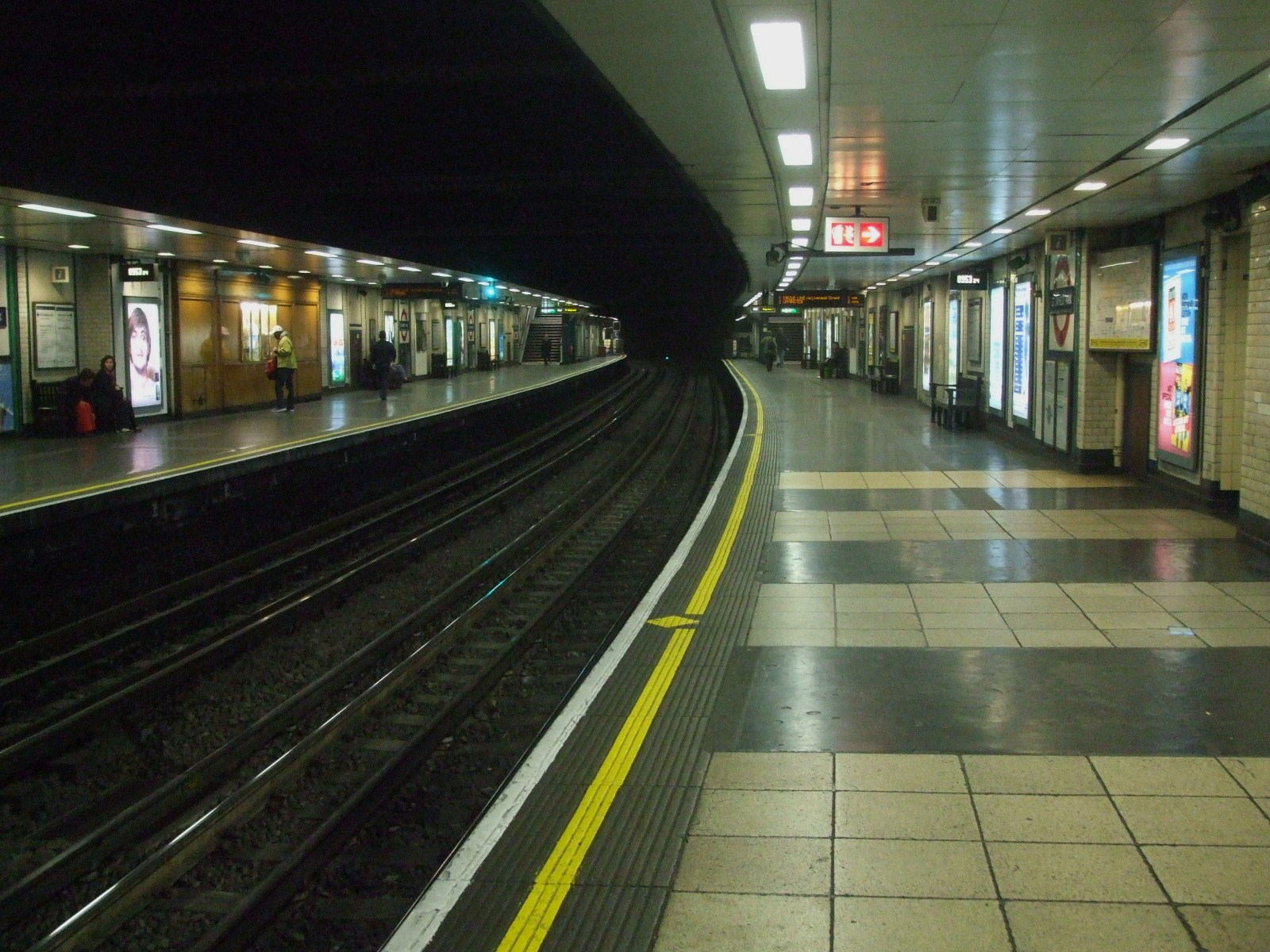
Платформа станції Сент-Джеймс-парк

Сент-Джеймс-парк (англ. St. James's Park) — станція Лондонського метро, обслуговує лінії Дистрикт та Кільцева. Розташована  у 1-й тарифній зоні, біля Сент-Джеймс-парк, у Вестмінстері, між станціями Вікторія та Вестмінстер. Пасажирообіг на 2017 рік — 14.29 млн. осіб

## Історія
- 24 грудня 1868 — відкриття станції у складі District Railway (DR, сьогоденна Дистрикт), як складової Внутрішнього кільця
- 1 лютого 1872 — відкриття Зовнішнього кільця
- 1 серпня 1872 — відкриття Середнього кільця
- 30 червня 1900 — закриття руху  «Середнього кільця» між Ерлс-Корт та Меншн-хаус.
- 31 грудня 1908 — закриття руху «Зовнішнього кільця»
- 1949 — Внутрішнє кільце перейменовано на Кільцеву лінію

## Пересадки
На автобуси оператора London Buses маршрутів 11, 24, 148, 211, 507 та нічних маршрутів N2, N11, N44, N52, N136

## Послуги
| Попередня станція | Лінія                           | Лінія                           | Лінія | Наступна станція |
| ----------------- | ------------------------------- | ------------------------------- | ----- | ---------------- |
| Вестмінстер       |                                 | Лондонське метро Кільцева лінія |       | Лондон-Вікторія  |
| Вестмінстер       | Лондонське метро Лінія Дистрикт |                                 |       | Лондон-Вікторія  |